# Michael Page
A Michael Page é uma empresa inglesa de recrutamento especializado em executivos para média e alta gerência, fundada na Inglaterra em 1976.

## História
A Michael Page International foi criada em 1976 em Londres por Bill McGregor e Michael Page. Após os 3 primeiros anos abriram-se sucursais em Manchester, Birmingham, Glasgow, Leeds e Bristol. Em 1979, a Michael Page era já a maior empresa de recrutamento a publicar no Financial Times. Em 1985 a empresa conquista novos continentes, expandindo o seu negócio em outros mercados, como o australiano. No mesmo ano, foi criada a Michael Page City no Reino Unido. 
No final da sua primeira década, a Michael Page contava já com uma rede de escritórios tanto no Reino Unido como na Europa Continental, com serviços especializado de recrutamento. A cotação na Bolsa de Londres, a partir de 1998, impulsionou a abertura de novos escritórios e o desenvolvimento de novas áreas. Em 1993 a Michael Page criou sua primeira base de dados e em 1997 seu primeiro website. Destacam-se também a abertura dos escritórios de Tóquio em 2001 e de Xangai em 2003.
O Grupo Michael Page International expandiu seus negócios posteriormente para China, Japão e Brasil, bem como a abertura de novos escritórios nos Estados Unidos por volta de 2001.